# 岡崎公聡
岡崎 公聡（おかざき こうそう、1960年5月8日- ）は、過去に芸能事務所のGMAエンタープライズ株式会社およびゴルフクラブメーカーのティーティーオー株式会社代表取締役を務めた。現在kosoという名で音楽活動を行っている。北海道釧路市出身。

## 人物
2005年には、尾崎将司プロとの用品契約を結ぶ。
その他にも、東京でレストランやゴルフバーを経営している。
2008年、自身が代表取締役を務めるGMAエンタープライズ所属のclass新メンバーに加入。しかし、2009年10月、classのメンバーである津久井克行が死去したことに伴いグループとしての活動を休止。
2010年、中学の先輩だった今剛らと新バンド”Battle Cry"を結成。2010年8月に名古屋BLUE NOTEで初ライブ、2010年10月には東京Mt.RAINIER HALL SHIBUYA PLEASURE PLEASUREでもライブを行った。
2018年3月、15年間MCを務めたゴルフ番組「GOLF武勇伝」が終了。
2020年10月、Battle Cryで共に活動したドラマーの長谷川浩二らと新バンド"HIZUMI"を結成。
2020年12月、還暦記念として「おとこ酒」でソロデビュー。

## 過去の番組
- GOLF武勇伝、GMA Ocean's Cafe[2]（FM AICHI、東海ラジオ、radio CUBE FM三重、Radio80）